# Martin Stohler (Politiker, 1883)
Martin Stohler (* 1883; † 18. Januar 1972) war ein Schweizer Lehrer, Rektor und Politiker.

## Leben
Martin Stohler war von 1908 bis 1918 Lehrer an der Knaben-Primarschule und von 1918 bis 1930 an der Mädchensekundarschule in Basel. Von 1930 bis 1938 unterrichtete er gleichenorts an der Kantonalen Handelsschule. Von 1938 bis zu seiner Pensionierung im Jahr 1950 war er Rektor der Knaben-Primar- und Sekundarschule. Stohler hatte sich in jungen Jahren der Arbeiterschaft angeschlossen und betätigte sich als Mitglied der Sozialdemokratischen Partei auch politisch. Er wurde in den Grossen Rats des Kantons Basel-Stadt gewählt, den er ein Jahr lang präsidierte, gehörte dem Strafgericht an und war Präsident des Bankrates der Basler Kantonalbank. Während des Landesstreiks und in den 1920er-Jahren gehörte er zu den gemässigten Kräften innerhalb seiner Partei.